# Death metal
Death metal je hudební styl vycházející z heavy metalu. První deathmetalové skupiny vznikly v první polovině osmdesátých let ve Spojených státech. Jednou z prvních byli američtí Death.

## Definice stylu
Většina kapel hrající death metal je ovlivněna jinými styly nebo hraje přímo kombinaci několika stylů. Může obsahovat hrubé nebo temné texty zaměřené na smrt jako nihilistickou metaforu (což však není typické, viz původ názvu níže) nebo na témata jako politika, historické události, vztah k přírodě, mytologii nebo pocity beznaděje. Skladby nemají pevnou strukturu, místo toho se klade důraz na rozvíjení motivů. Žánr se často spojuje s podladěnými, technicky náročnými kytarami, rychlými údery, energičností a komplikovanou rytmikou. Kvůli větší zuřivosti se používají neobyčejně rychlé bicí. Zpěv se většinou skládá z bručení, vrčení a blábolení, anglicky nazývaného „death grunts“ nebo growling. Někdy se používá také screaming. Někdy je mylně nazýván „hrdelním zpěvem“.
Death metal je známý svým vysokým tempem, nepředvídatelnými změnami ve struktuře, a extrémně rychlými a komplikovanými kytarami a bicími, i když se některé kapely zaměřují spíš na rychlost a surovost než na techniku hraní. Kapely tohoto stylu často využívají hluboce podladěné kytary a baskytary a také dvojkopákové bicí. Toto je sice standard, ale některé kapely používají i jiné nástroje, např. klávesy a saxofon. Death metal je většinou neobyčejně fyzicky náročný na muzikanty, především ve své nejkomplikovanější formě.
Existují tři teorie o původu termínu „death metal“. První se vztahuje na skladbu s názvem „Death Metal“ od kapely Possessed z jejich prvního alba „Seven Churches“ (1985). Ale toho roku se také objevila skladba „Death Metal“ na albu „Power from Hell“ od anglických thrasherů Onslaught. Také demo kapely Death se nazývalo „Death by Metal“. Druhá teorie tvrdí, že žánr byl pojmenován podle průkopníků tohoto stylu, Death. Říká se, že jejich strohý název se ujal jako jméno pro nový metalový žánr. Třetí teorie se objevila roku 2003, když Quorthon, zesnulý zakladatel blackmetalové skupiny Bathory, v rozhovoru s britským novinářem vyhlásil, že on vymyslel pojem „death metal“ už v roce 1984, i když jeho kapela nikdy k death metalu nepatřila.

## Začátky (do roku 1989)
Death metal se vyvinul z thrash metalu. Thrash metal je žánr extrémů: rychlá tempa, hlučnost, nestálost, řev (screaming) a nepředvídatelné struktury skladeb. Thrashmetalové kapely experimentovaly s novými technikami a nápady, aby posunuly žánr dál od komerčního rocku. Nejextrémnější thrashmetalové kapely vytvořily proto deathmetalový zvuk tím, že hrály ještě rychlejší, tvrdší a temnější thrash.
Okolo roku 1983 se začaly formovat agresivní americké kapely jako floridští Death, kalifornští Possessed a chicagští Master. Ze jmenovaných kapel jako první vydali ukázku „raného death metalu“ Possessed, a to album Seven Churches (1985), dál také Švýcaři Messiah (album Hymn to Abramelin, 1986) a Kanaďané Slaughter (Strappado, 1986); v roce 1987 potom Death vydali Scream Bloody Gore a Necrophagia Season of the Dead. Morbid Angel je další kapela, která silně ovlivnila deathmetalovou scénu početnými demo nahrávkami. Tyto rané deathmetalové kapely vytvořily žánr, který se podstatně liší od svého nejbližšího příbuzného, thrash metalu.
Koncem 80. let se začal hrát death metal ve Skandinávii, obzvlášť ve Švédsku. Začátkem 90. let vydaly svoje první alba kapely jako Nihilist (později Entombed), God Macabre, Carnage (později Dismember), Unleashed a Grave. Jejich styl se zakládal na odlišném kytarovém zvuku, který se značně nechal inspirovat zvukem britských grinderů Unseen Terror.
Když se na to podíváme z jiného uhlu pohledu, můžeme říct, že moderní koncepce death metalu – bod zřetelného osamostatnění od heavy metalu a thrash metalu – se začíná rýsovat v roce 1989. Také jako se Nová vlna britského heavy metalu nechala inspirovat energií punk rocku v 70. letech, tak i metal na konci 80. let udělat to samé. Chaotický a často matoucí vývoj, který se děl v těch dobách, je asi nejlépe vidět v případě britské kapely Napalm Death, která se většinou považuje za grindcore kapelu. Tato kapela současně patřila do hardcore scény, i když se Napalm Death začátkem roku 1990 grindcoru vzdali a ubrali se jiným směrem.
Především na albu „Harmony Corruption“ hráli Napalm Death něco, co by většina fanoušků v současnosti nazvala death metal nebo „moderní death metal“ podle uvedené charakteristiky. Toto album obsahuje agresivní a značně technické kytarové riffy, složité rytmy, důmyslný growling Marka „Barneyho“ Greenwaya a hlubokomyslné texty. Mezi další skupiny, které významně přispěly k tomuto ranému hnutí, patří britští Bolt Thrower a Carcass, američtí Cannibal Corpse, Švédi Entombed, Newyorčané Suffocation, a zejména Morbid Angel z americké Floridy.
K tomu všemu skupina Death přidala album „Human“ (1991), příklad moderního death metalu. Otec kapely Chuck Schuldiner nekompromisní rychlost a technickou virtuozitu posunul ještě dál. Mezi další příklady tohoto směrování patří alba: Carcass – „Necroticism: Descanting the Insalubrious“ (1991), Suffocation – „Human Waste“ (1991), Entombed – Clandestine (1992). V tomto bodě se už zrcadlí všechny uvedené charakteristiky: prudké tempo a početné zvraty, extrémně rychlé bubnovaní, morbidní texty a hrdelní zpěv.
Na přelomu 80. a 90. let početné nahrávací společnosti začaly podepisovat smlouvy s deathmetalovými kapelami ve velkém množství. Earache Records a Roadrunner Records se staly nejvýznamnějšími společnostmi žánru, s kapelami jako Carcass, Napalm Death, Morbid Angel, Entombed, Obituary, Sepultura, Pestilence, a Deicide. I když tyto společnosti nezačínaly jako deathmetalová vydavatelství (Earache byl grindcore label a Roadrunner thrashový label), na začátku 90. let se staly vlajkovými loděmi žánru. Krom toho vznikly nové labely, např. Nuclear Blast, Century Media a Peaceville; mnohá z těchto vydavatelství získala v 90. letech úspěch i v jiných metalových odnožích.

## Pozdější vývoj (1991–)
Popularita death metalu dosáhla vrcholu v letech 1992–93, když se některé kapely jako Morbid Angel těšily komerčnímu úspěchu; avšak žánr jako celek se kvůli své extrémní povaze nikdy nedostal do středního proudu. Postupně se v té době rozvinul do následných stylů:

### Melodický death metal
Melodický death metal, zkráceně také melodeath, je méně extrémní forma death metalu. Skladby se zakládají na melodice kytarové hry, převzaté od Iron Maiden a growlingu ve vysokých tónech. První album v tomto stylu (Heartwork – 1994) je někdy připisováno grindcore kapele Carcass. Mezi nejznámější představitele patří: Hypocrisy, Amon Amarth, In Flames, Arch Enemy, Dark Tranquillity a At the Gates patří mezi průkopníky stylu, tzv. Gothenburského metalu.

### Skandinávský death metal
Skandinávský death metal je předchůdce melodického death metalu. Skupiny jako Entombed, Dismember, Unleashed a výše uvedení At the Gates pomohly definovat zvuk, ze kterého se vyvinul melodický death metal. Tento pojem je běžně zaměnitelný s melodickým death metalem. Entombed (ex-Nihilist) je kapela, která začala kombinovat punkové a death/thrashové riffy; též vytvořila nový kytarový zvuk – využitím efektu kytarového pedálu, čímž se vytvořil surový, mechanický, elektrický bzukot, který se později pokusily mnohé kapely reprodukovat. Takovýto zvuk má kořeny u britské deathgrindové kapely Unseen Terror a jejich alba „Human Error“.

### Floridský death metal
Floridský death metal je konzervativnější a útočnější než jeho skandinávská verze, důkladnější, vybroušený a tradiční; v mnohých ohledech je možno tento styl považovat, minimálně v prvních letech, za brutálnější a komplikovanější thrash metal. Je většinou přímočařejší a brutálnější než „technický death metal“. K tomuto stylu se zařazují kapely jako Deicide, Resurrection, Malevolent Creation, Monstrosity, Obituary, Brutality, Morbid Angel a Death (i když poslední nahrávky Death spadají i do kategorie „progresivní death metal“).

### Technický death metal
Technical death metal, omezený, ale význačný žánr, se spojuje s kapelami, které obzvlášť vynikají virtuozitou hráčů. Hudebně ho charakterizují chaotické riffy, atypické rytmy, vypracovaná produkce a nadčasovost. Běžně se sem řadí kapely jako Amoral, Atheist, Cynic, Sadist, Gorguts, Gojira, Immolation, Necrophagist, Nocturnus, Atheist, Decapitated, Cryptopsy, Spawn of Possession, Nile, Origin, Dying Fetus, Philosopher a Psycroptic, Obscura.

### Progresivní death metal
Progresivní death metal je styl death metalu, který z progresivního metalu převzal nadčasovost a kolísavost nálad. Některé znaky těchto žánrů je možno najít dokonce u obou. Typické znaky death metalu (growling, rychlé bicí, brutalita) a progresivního metalu (nestandardní délka skladeb, netradiční nástroje, akustické části a pod.). Žánr zastupují kapely jako Amorphis, Opeth, Cynic, Sadist, Novembre, Coprofago, Death, Pestilence (poslední album), Nocturnus a Atheist. Žánr je úzce spjatý s technickým death metalem a mnohé kapely patří do obou stylů.

### Brutální death metal
Brutální death metal vznikl kombinací grindcore a death metalu, ale neměl by se zaměňovat s deathgrindem (kombinace death metalu a grindcore v poměru 50:50), protože nemá nic nebo skoro nic společného s hardcore punkovými postoji a estetikou. U tohoto stylu je důležitá neotesanost, hrubost a brutalita, ale ve většině případů také technická zručnost. Brutální death metal se spojuje se skupinami jako Suffocation, Cannibal Corpse, Nile, Iniquity, Cryptopsy, Disgorge, Disavowed a Deeds of Flesh. Growling je většinou ve velmi nízkých tónech. Texty jsou násilné, plné krve, mučení a občas protináboženské, politické témata se zde vyskytují zřídka. Krom toho, kytary hrají většinou živelné, hyper rychlé a hluboce podladěné melodie.

### Ultra brutal death metal
Ultra brutal death metal je podžánr brutal death metalu, který vzniknul na přelomu 1999/2000. Mezi pionýry žánru patří Disgorge (MEX) a Brodequin. Je také občas označovaný jako ultra guttural brutal death metal. Žánr je definován hlavně neustálým bubnováním. Snare drum je často naladěn mnohem výše a nazývá se "ping" snare. Kytary jsou obvykle standardně laděny jako v brutal death metalu s technickými riffy nebo zjednodušujícími chugy nebo tremolovými riffy. Vokály jsou většinou jen gutturals.

### Deathcore
Deathcore je forma metalcoru s prvky death metalu. Mezi významné kapely patří Suicide Silence, Despiced Icon a novější Slaughter to Prevail a Lorna Shore.

### Death/doom
Death/doom je pomalý a depresivní styl, který se nechal inspirovat klasickým doom metalem. Styl vytvořily kapely jako Sempiternal Deathreign, Dream Death, Delirium, Asphyx, My Dying Bride, Paradise Lost (raná tvorba), Anathema, Winter a Disembowelment, The Gathering. Zatímco tradiční doom metal se opírá o pomalé tempo, aby tak vytvořil depresivní atmosféru, death/doom je o něco rychlejší a klade důraz na melodie v mollové stupnici, aby tak vytvořil podobnou atmosféru, a navíc využívá kombinaci growlingu a zpěvu.

### Blackened death metal
Blackened death metal je odnož death metalu spojená s celistvými a melodickými prvky black metalu. Kapely tohoto stylu také převzaly některé náměty black metalu, jako je zlo, satanismus a okultismus. Příkladem jsou Necrophobic, Goatwhore, Behemoth, Belphegor, Zyklon a Dissection. Blackened death metal je spíš black metal než death metal, i když podle názvu by to mělo být opačně; obsahuje mnohé blackmetalové prvky.

### Deathrash
Deathrash (též „Death/Thrash“ nebo „death-thrash“) je druh thrash metalu s prvky death metalu, mezi které patří rychlé bubnování, kytary, tematika smrti a občas také vokály v deathmetalovém stylu. V prvním období byl tento styl přechodem od thrash metalu k death metalu, který začal v roce 1986. Mezi ukázková alba stylu patří: „Reign in Blood“ od Slayer, „Beneath the Remains“ od Sepultury, „Pleasure to Kill“ od Kreator a „Darkness Descends“ od Dark Angel. Mezi další kapely patří Pestilence, Epidemic a Cancer.

### Industrial death metal
Industrial death metal je v podstatě spojení industrialního metalu či industriální hudby s death metalem. Mezi významné skupiny patří Fear Factory, Anaal Nathrakh, Autokrator.

### Grindcore
Mnozí považují grindcore za extrémní variantu death metalu a hardcore. Mnozí příznivci grindcore a hudební historici ho spíš považují za samostatný žánr, i když se vyvíjel paralelně s death metalem (death metal z thrash metalu, grindcore z crust punku) a navzájem na sebe působily, tak má raný grindcore kořeny v hardcore, punk metalu a anarcho-punku. Velmi často obsahuje politická témata. Mezi první grindcore skupiny patří Anal Cunt, Napalm Death, Carcass, Impetigo, Fear of God, Terrorizer, Extreme Noise Terror, Repulsion, čeští Ingrowing, ale úplně první byla nejspíše Napalm Death. Grindcore má také podžánry deathgrind ,goregrind, pornogrind.

### Slam death metal
Slam death metal je mikrožánr vyvinutý v New Yorku v 90. letech spojením death metalu a hardcore punku. Zaměřuje se na riffy s palmmutingem, breakdowny, středně rychlé rytmy. Vokály a bubenické rytmy jsou inspirované hip hopem. První slam riff pochází z písně "Liege of Inveracity" od skupiny Suffocation. Jejich texty jsou zaměřené na téma smrt, mučení, násilí, protináboženská nebo politická témata se vyskytují zřídka. V první vlně kapel byly např. skupiny Internal Bleeding a Pyrexia. Další byly Devourment, Abominable Putridity a Cephalotripsy. V Česku jsou pouze tři slam kapely a to Epicardiectomy z Prahy, již neaktivní Carnal Disfigurement z Náchoda a na půl česká a norská kapela Diphenylchloroarsine.

### Ostatní styly
Na druhé straně, existují metalové odnože, které vznikly kombinováním death metalu a jazzu, například Pestilence a jejich album Spheres, nebo výtvory floridských Atheist a Cynic. Gorguts je další kapelou, která používá prvky jazzu (album „Obscura“). Nile do své hudby zase začlenili egyptskou hudbu a tematiku Blízkého východu.
V poslední době si získává stále větší popularitu metalcore, styl kombinující moderní hardcore punk s thrash metalem a death metalem. Dying Fetus je jedna z takovýchto kapel, jejíž členové byli aktivní v lokální hardcorepunkové scéně, i když Dying Fetus nemá s metalcore kapelami mnoho společného.
Třeba také poznamenat, že mnoho skupin možno lehce zařadit do dvou nebo více popisovaných stylů, a že kategorizace kapely je často jen věcí názoru a interpretace.

## Významné skupiny
- Amon Amarth
- Amorphis
- Arch Enemy
- Asphyx
- Atheist
- At the Gates
- Autopsy
- Behemoth
- Beneath the Massacre
- Benediction
- Bloodbath
- Bolt Thrower
- Broken Hope
- Cannibal Corpse
- Carcass
- Children of Bodom
- Cradle of Filth
- Cryptopsy
- Cynic
- Dark Funeral
- Dark Tranquillity
- Death
- Decapitated
- Deicide
- Deranged
- Dismember
- Dying Fetus
- Entombed
- Edge of Sanity
- Fleshgod Apocalypse
- Gojira
- Grave
- Hate Eternal
- Hypocrisy
- Illdisposed
- Immolation
- In Flames
- Incantation
- Insomnium
- Job for a Cowboy
- Kalmah
- Kataklysm
- Krabathor
- Massacra
- Massacre
- Master (hudební skupina)
- Morbid Angel
- Morgoth
- Napalm Death
- Necrophagist
- Nile
- Obituary
- Obscura
- Origin
- Pantokrator
- Pestilence
- Sadist
- Sepultura
- Severe Torture
- Sinister
- Six Feet Under
- Soilwork
- Suffocation
- Suicide Silence
- Torture Killer
- Unleashed
- Vader
- Vomitory

### České
- Ador Dorath
- Bestial Therapy
- Deprešion
- Despise
- Four Seats for Invalides
- Godless Truth
- Hypnös
- Krabathor
- Pandemia
- Pessimist
- Scabbard
- Tortharry
- VUVR